# Alexander Hendrickx
Alexander (Alex) Robby Hendrickx (Wilrijk, 6 augustus 1993) is een Belgisch hockeyer. 

## Levensloop
Hendrickx werd op vijfjarige leeftijd actief bij Royal Antwerp HC. Als speler van deze club won hij in 2013 de Gouden Stick in de beloften-categorie. In 2015 maakte hij de overstap naar KHC Dragons. Met deze club werd hij driemaal landskampioen (2016, 2017 & 2018). Ook behaalde hij in 2017 met de Dragons brons in de Euro Hockey League. Na drie seizoenen maakte de verdediger de overstap naar het Nederlandse Pinoké in Amstelveen, waarmee hij in 2023 de landstitel won. In 2024 won hij met Pinoké de Euro Hockey League en scoorde de enige treffer in de finale. Na 6 jaar Pinoké ging hij een nieuwe uitdaging aan bij het Belgische Gantoise. In 2025 won hij met Gantoise de Euro Hockey League en scoorde als enige speler ooit 3 maal in de EHL finale. In 2025 werd hij ook Landskampioen met Gantoise en scoorde 3 maal in de finale. 
Topschutter: Met Pinoké tweemaal topschutter In de Nederlandse competitie , met name in 2021 (21 goals) en 2022 (25 goals). In 2023 was hij topschutter in de Euro Hockey League (10 goals). Hij heeft ook het record van meeste doelpunten ooit in één wedstrijd bij de Euro Hockey League (5). Hij is topschutter aller tijden bij Pinoké. Met Gantoise in 2025 topschutter in België met 52 goals, waarvan 50 dragflicks (meeste ooit in een topklasse competitie)
Met Gantoise werd hij in 2025 topschutter van het EHL finaleweekend.
Met de Belgische Nationale ploeg: Hij was topschutter op het WK van 2018 (8 goals), het EK van 2019 (7 goals), de Olympische Spelen van 2020 (14 goals) en de Pro league in 2021 (16 goals)
Van 2010 tot 2015 maakte hij deel uit van het jongerenproject "Be Gold" van het BOIC. Met de "Young Red Lions" behaalde hij brons op de Olympische Jeugdzomerspelen van 2010 te Singapore, alwaar hij tevens topscoorder (8 goals) was. Daarnaast won hij met de nationale jeugdploeger drie Europese medailles: brons met de U16, zilver met de U18 en goud met de U21. In 2012 - tijdens de Champions Trophy te Melbourne - maakte hij zijn debuut bij de Red Lions. Hendrickx maakte deel uit van de nationale selecties van de Europese kampioenschappen van 2015 (5e), 2017 (zilver), 2019 (goud) en 2021 (brons). Alsook van de wereldkampioenschappen van 2018 (goud) en 2023 (zilver). Tijdens de Olympische Zomerspelen van 2016 in Rio was hij reservespeler en haalde zilver. Op de Olympische Zomerspelen te Tokio behaalde hij goud. Hij was topschutter op het WK van 2018 (8 goals), het EK van 2019 en de Olympische Spelen van 2020 (14 goals). Ook behaalde hij in 2019 zilver op de eerste editie van de Pro League en goud op de 2de editie in 2021, alwaar hij tevens topschutter werd.
Als verdediger is hij gekend vlot openingen te vinden, en bij strafcorners te scoren met een ‘sleep’. Bondscoach Shane McLeod noemde Hendrickx de beste strafcornerspecialist ter wereld.
In november 2021 deed hij mee aan De Slimste Mens ter Wereld. Hij speelde vier afleveringen mee en kon drie keer de finale winnen. Ook nam hij dat jaar deel aan de Container Cup.